# Rökelsevägen

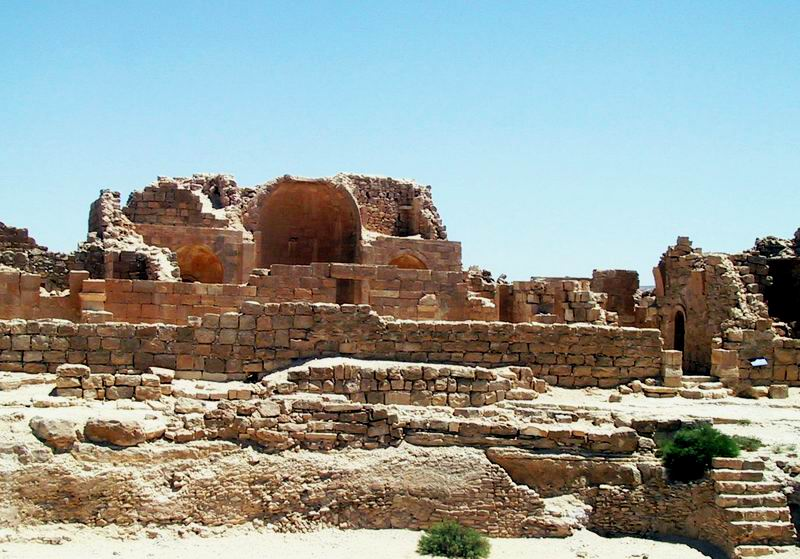
Shivta 2006

Rökelsevägen, även kryddvägen, är en antik handelsväg mellan nordöstra Afrika, sydligaste delen av Arabiska halvön och Medelhavet. Längs leden transporterades bland annat råvaror för dofter till rökelse och smörjelse som olibanum och myrra. Det är en av de äldsta handelsvägarna i världen.
Delar av denna karavanled, Rökelsevägen i Negev, är upptagen i Unescos lista över världsarv i Israel. De fyra nabateiska städerna Haluza, Mamshit, Avdad och Shivta tillsammans med tillhörande befästningar och jordbruksområden i Negevöknen är utspridda längs rökelsevägen genom Israel. Tillsammans reflekterar de den mycket lönsamma handeln med varor från Sydarabien till Medelhavsområdet som blomstrade från 200-talet f.Kr. till 100-talet e.Kr. Med spåren av deras sofistikerade konstbevattningssystem, tätortsbebyggelse, fort och karavaner vittnar de om sättet på vilket öknen befolkades med handel och jordbruk.
Utefter den rökelsevägen transporterades rökelse och myrra lastat på kameler från sitt ursprungsområde i sydligaste Arabiska halvön norrut utefter den västligaste kanten av halvöns stora öknar genom Marib, Asir och Hedjas. Vid den nabateiska klippstaden Petra i dagens Jordanien norr om Aqabaviken delade sig rökelsevägen i två grenar som ledde till Palestina och hamnstaden Gaza vid Medelhavet respektive Damaskus i Syrien. Viktiga handelsstationer utefter karavanleden var Sana, Mecka och Petra. Karavanerna medförde dessutom kryddor, guld och andra lyxvaror som skeppats från Indien och Sydostasien till hamnarna vid Arabiska halvöns kust utmed Arabiska havet. Enligt berättelser från antiken tog det 100 dagsmarscher för en karavan att färdas den 3.400 km långa vägen från kusten vid Arabiska havet till Gaza. 
Med portugisernas upptäckt av sjövägen till Indien på 1500-talet förlorade rökelsevägen i betydelse för världshandeln.